# Oreophryne kampeni
Oreophryne kampeni är en groddjursart som beskrevs av Parker 1934. Oreophryne kampeni ingår i släktet Oreophryne och familjen Microhylidae. IUCN kategoriserar arten globalt som otillräckligt studerad. Inga underarter finns listade i Catalogue of Life.